# Rowdy Gaines
Ambrose "Rowdy" Gaines IV, född 17 februari 1959 i Winter Haven i Florida, är en amerikansk före detta simmare.
Gaines blev olympisk guldmedaljör på 100 meter frisim vid sommarspelen 1984 i Los Angeles.